# 波莫尼亞塔

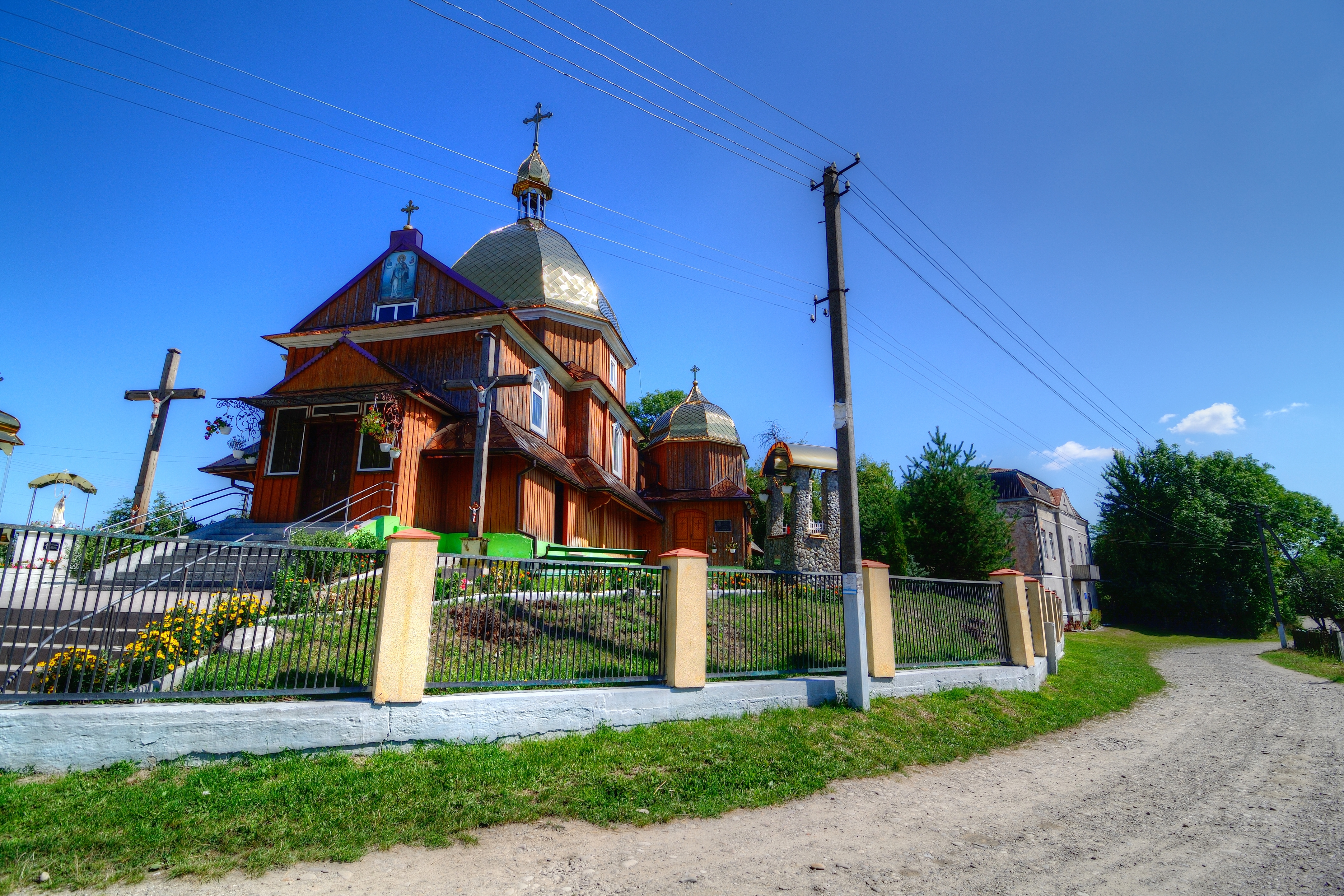

波莫尼亞塔（烏克蘭語：Помонята），是烏克蘭西部的村莊，隸屬伊萬諾-弗蘭科夫斯克州的伊萬諾-弗蘭科夫斯克區。該村面積9.32平方公里，2001年人口875，人口密度每平方公里93.8人。
49°23′36″N 24°26′18″E / 49.39333°N 24.43833°E